# Ферраро, Рэй
Рэймонд Винсент «Рэй» Ферраро (англ. Raymond Vincent Ferraro; 23 августа 1964, Трейл, Британская Колумбия, Канада) — бывший канадский хоккеист, центральный нападающий, в настоящее время спортивный комментатор TSN Radio, TSN и ABC/ESPN. Он играл в Национальной хоккейной лиге (НХЛ) за «Хартфорд Уэйлерз» (1984—1990), «Нью-Йорк Айлендерс» (1990—1995), «Нью-Йорк Рейнджерс» (1995—1996), «Лос-Анджелес Кингз» (1996—1999), «Атланта Трэшерз» (1999—2002) и «Сент-Луис Блюз» (2002).

## Биография

### Игровая карьера
Ферраро был очень результативным на юниорском уровне, включая сезон 1983/1984 со 108 голами (до сих пор является рекордом ЗХЛ) и 192 очками в составе «Брандон Уит Кингз» в Западной хоккейной лиги (ЗХЛ), получив за это Боб Кларк Трофи (приз лучшему бомбардиру регулярного сезона ЗХЛ) и Фоур Бронкос Мемориал Трофи (лучшему хоккеисту ЗХЛ). Он также выиграл Мемориальный кубок в 1983 году в составе «Портленд Уинтерхокс», вместе с будущими игроками НХЛ Кэмом Нили, Майком Верноном, Брайаном Карраном, Джоном Кордиком и другими.
За свою карьеру в Национальной хоккейной лиге (НХЛ) он забил 408 голов и отдал 490 передач в 1 258 играх регулярных сезонов (18 сезонов) и 21 гол и 22 передачи в 68 играх плей-офф. В 1992 году Рэй принял участие в Матче всех звёзд НХЛ в Филадельфии. Также Ферраро дважды забивал 40 и больше голов за сезона.
Болельщикам «Нью-Йорк Айлендерс» Ферраро особо запомнился по плей-офф Кубка Стэнли 1993 года, забив два гола в овертаймах против «Вашингтон Кэпиталз» и действующего чемпиона «Питтсбург Пингвинз», а также отдал голевую передачу Давиду Волеку, который забил победный гол в седьмой игре против «Пингвинов». Рэй закончил этот плей-офф с наибольшим количеством голов (13) и очков (20) в команде.
Ферраро закончил карьеру 2 августа 2002 года.

### Комментирование
Рэй работал на хоккейных трансляциях ESPN, в том числе в программе «NHL 2Night» с Джоном Буччигроссом и Барри Мелроузом, где он появлялся ещё будучи активным игроком. На том шоу Ферраро часто упоминался Буччигроссом как «Цыплёнок Пармезан» после несчастного случая с одноимённым блюдом перед выходом в эфир. Позже он работал аналитиком в «NHL on NBC» и других хоккейных программах на Sportsnet.
Ферраро работает аналитиком в «NHL on TSN». Также Рэй поработал на зимних Олимпийских играх 2010 года для CTV. После того, как Пьер МакГуайр покинул TSN, Ферраро стал ведущим игровым аналитиком. Когда «Rogers Media» (родитель Sportsnet, конкурирующего TSN) получил права на трансляцию игр НХЛ, которые вступили в силу с сезона 2014/2015, Рэй стал приглашённый комментатором на региональных играх «Торонто Мейпл Лифс» и «Оттава Сенаторз» на TSN на ротационной основе.
5 мая 2014 года EA Sports объявила, что Ферраро будет аналитиком в игре NHL 15 вместе с комментаторами Майком «Доком» Эмриком и Эдом «Эдди» Ольчиком. В NHL 16 он снова появился в качестве аналитика. 23 ноября 2015 года Рэй стал первым хоккейным комментатором, который работал на игре, в которой играл его сын. Это случилось в матче «Торонто Мейпл Лифс» и «Бостон Брюинз» в «Эйр Канада Центр».

### Личная жизнь
Вторая жена Ферраро — бывший капитан женской сборной США по хоккею и член Зала хоккейной славы Кэмми Гранато (сестра Тони Гранато), которая также работала аналитиком на матчах женского хоккея на зимних Олимпийских играх 2006 и 2010 годов для NBC. У пары есть два сына — Райли (2006 г.р.) и Риз (2009 г.р.). У Рэя также есть два сына от предыдущего брака с Трейси Ферраро — Мэтт (1988 г.р.) и Лэндон (1991 г.р.). Лэндон был выбран «Детройт Ред Уингз» во втором раунде под общим 32-м номером на Драфте НХЛ 2009 года. Лэндон дебютировал в НХЛ 18 марта 2014 года. Мэтт, бывший вратарь, играл в ЗХЛ за «Принс-Джордж Кугарз», но с тех пор стал финансовым планировщиком.
Ферраро раскритиковал Бена Смита, тренера женской сборной США на зимних Олимпийских играх 2006 года, за то, что он не вызвал лучших игроков, что привело к поражению команды в полуфинале. Его критику напрямую связывали с тем, что его жену отчислили из сборной (потому что она не бросила свою работу на NBC) в августе 2005 года вместе с другими ветеранами в пользу более молодых и быстрых игроков. Некоторые критики и болельщики также подвергли сомнению вывод Гранато из команды и назвали это фактором неутешительного выступления сборной. В ответ на это, NBC уволили его.
В 1976 году Ферраро играл в Мировой серии Малой лиги (ежегодный турнир по бейсболу в восточной части США для детей в возрасте от 10 до 12 лет).
7 апреля 2008 года Ферраро вернулся на ESPN, чтобы заменить Барри Мелроуза, который покинул канал, чтобы тренировать «Тампа-Бэй Лайтнинг». Рэй в настоящее время работает на TSN, к которому он присоединился в 2008 году.
В феврале 2018 года Ферраро был приглашённым комментатором на зимних Олимпийских играх 2018 года в Пхёнчхане.

## Трансферы
- 13 ноября 1990 года — обменян из «Хартфорд Уэйлерз» в «Нью-Йорк Айлендерс» на Дуга Кроссмана.
- 9 августа 1995 года — перешёл в «Нью-Йорк Рейнджерс» в качестве свободного агента.
- 14 марта 1996 года — обменян из «Нью-Йорк Рейнджерс», вместе с Яном Лаперьером, Натаном ЛаФайеттом, Маттиасом Норстрёмом и выбором в 4-м раунде драфта 1997 года (Томи Калларссон) в «Лос-Анджелес Кингз» на Яри Курри, Марти МакСорли и Шейна Чурла.
- 9 августа 1999 года — перешёл в «Атланта Трэшерз» в качестве свободного агента.
- 18 марта 2002 года — обменян из «Атланта Трэшерз» в «Сент-Луис Блюз» на выбор в 4-м раунде драфта 2002 года (Лейн Мэнсон).

## Статистика

### Клубная
| 1980/81     | Трейл Смоук Итерс          | ХЛБК        | 1    | 0   | 1   | 1   | 0    | —  | —  | —  | —  | —  |
| 1981/82     | Пентиктон Найтс            | ХЛБК        | 48   | 65  | 70  | 135 | 90   | —  | —  | —  | —  | —  |
| 1982/83     | Портленд Уинтерхокс        | ЗХЛ         | 50   | 41  | 49  | 90  | 39   | 14 | 14 | 10 | 24 | 13 |
| 1982/83     | Портленд Уинтерхокс        | МК          | —    | —   | —   | —   | —    | 4  | 1  | 2  | 3  | 4  |
| 1983/84     | Брандон Уит Кингз          | ЗХЛ         | 72   | 108 | 84  | 192 | 84   | 11 | 13 | 15 | 28 | 20 |
| 1984/85     | Бингэмтон Уэйлерз          | АХЛ         | 37   | 20  | 13  | 33  | 29   | —  | —  | —  | —  | —  |
| 1984/85     | Хартфорд Уэйлерз           | НХЛ         | 44   | 11  | 17  | 28  | 40   | —  | —  | —  | —  | —  |
| 1985/86     | Хартфорд Уэйлерз           | НХЛ         | 76   | 30  | 47  | 77  | 57   | 10 | 3  | 6  | 9  | 4  |
| 1986/87     | Хартфорд Уэйлерз           | НХЛ         | 80   | 27  | 32  | 59  | 42   | 6  | 1  | 1  | 2  | 8  |
| 1987/88     | Хартфорд Уэйлерз           | НХЛ         | 68   | 21  | 29  | 50  | 81   | 6  | 1  | 1  | 2  | 6  |
| 1988/89     | Хартфорд Уэйлерз           | НХЛ         | 80   | 41  | 35  | 76  | 86   | 4  | 2  | 0  | 2  | 4  |
| 1989/90     | Хартфорд Уэйлерз           | НХЛ         | 79   | 25  | 29  | 54  | 109  | 7  | 0  | 3  | 3  | 2  |
| 1990/91     | Хартфорд Уэйлерз           | НХЛ         | 15   | 2   | 5   | 7   | 18   | —  | —  | —  | —  | —  |
| 1990/91     | Нью-Йорк Айлендерс         | НХЛ         | 61   | 19  | 16  | 35  | 52   | —  | —  | —  | —  | —  |
| 1991/92     | Нью-Йорк Айлендерс         | НХЛ         | 80   | 40  | 40  | 80  | 92   | —  | —  | —  | —  | —  |
| 1992/93     | Кэпитал Дистрикт Айлендерс | АХЛ         | 1    | 0   | 2   | 2   | 2    | —  | —  | —  | —  | —  |
| 1992/93     | Нью-Йорк Айлендерс         | НХЛ         | 46   | 14  | 13  | 27  | 40   | 18 | 13 | 7  | 20 | 18 |
| 1993/94     | Нью-Йорк Айлендерс         | НХЛ         | 82   | 21  | 32  | 53  | 83   | 4  | 1  | 0  | 1  | 6  |
| 1994/95     | Нью-Йорк Айлендерс         | НХЛ         | 47   | 22  | 21  | 43  | 30   | —  | —  | —  | —  | —  |
| 1995/96     | Нью-Йорк Рейнджерс         | НХЛ         | 65   | 25  | 29  | 54  | 82   | —  | —  | —  | —  | —  |
| 1995/96     | Лос-Анджелес Кингз         | НХЛ         | 11   | 4   | 2   | 6   | 10   | —  | —  | —  | —  | —  |
| 1996/97     | Лос-Анджелес Кингз         | НХЛ         | 81   | 25  | 21  | 46  | 112  | —  | —  | —  | —  | —  |
| 1997/98     | Лос-Анджелес Кингз         | НХЛ         | 40   | 6   | 9   | 15  | 42   | 3  | 0  | 1  | 1  | 2  |
| 1998/99     | Лос-Анджелес Кингз         | НХЛ         | 65   | 13  | 18  | 31  | 59   | —  | —  | —  | —  | —  |
| 1999/00     | Атланта Трэшерз            | НХЛ         | 81   | 19  | 25  | 44  | 88   | —  | —  | —  | —  | —  |
| 2000/01     | Атланта Трэшерз            | НХЛ         | 81   | 29  | 47  | 76  | 91   | —  | —  | —  | —  | —  |
| 2001/02     | Атланта Трэшерз            | НХЛ         | 61   | 8   | 19  | 27  | 66   | —  | —  | —  | —  | —  |
| 2001/02     | Сент-Луис Блюз             | НХЛ         | 15   | 6   | 4   | 10  | 8    | 10 | 0  | 3  | 3  | 4  |
| Всего в НХЛ | Всего в НХЛ                | Всего в НХЛ | 1258 | 408 | 490 | 898 | 1288 | 68 | 21 | 22 | 43 | 54 |

### Международная
| Год   | Команда | Турнир |    | И | Г  | П  | О  | Штр | Место |
| ----- | ------- | ------ | -- | - | -- | -- | -- | --- | ----- |
| 1989  | Канада  | ЧМ     | 9  | 1 | 5  | 6  | 8  | 2-е |       |
| 1992  | Канада  | ЧМ     | 6  | 2 | 1  | 3  | 6  | 8-е |       |
| 1996  | Канада  | ЧМ     | 8  | 0 | 4  | 4  | 2  | 2-е |       |
| Всего | Всего   | Всего  | 23 | 3 | 10 | 13 | 16 |     |       |

## Награды
| Награда                                                                 | Год        |
| ----------------------------------------------------------------------- | ---------- |
| Молодёжные                                                              |            |
| Лучший бомбардир Хоккейной лиги Британской Колумбии                     | 1981/82    |
| Обладатель Мемориального кубка                                          | 1983       |
| Фоур Бронкос Мемориал Трофи                                             | 1983/84    |
| Боб Кларк Трофи                                                         | 1983/84    |
| Первый сборная всех звёзд Восточной конференции Западной хоккейной лиги | 1983/84    |
| Национальная хоккейная лига                                             |            |
| Участник Матча всех звёзд                                               | 1992       |
| Международные                                                           |            |
| Серебряный призёр Чемпионата Мира                                       | 1989, 1996 |